# プラノ文化
プラノ文化（プラノぶんか）とは、パレオ・インディアンまたはアルカイック期に北アメリカのグレートプレーンズ一帯を占拠していた、狩猟採集集団の別個の一群に対して考古学者がつけた名称である。

## 特徴
プラノ文化は、プラノポイントと総称される様々な尖頭器（石器の一種）によって特徴付けられ、フォルサム文化人と同様にバイソン・アンティクウスの狩猟を一般的に行っていたが、スタンピード（集団化した大型動物）を崖から、または構築された囲いに押し込むための技術をさらに活用していた。彼らの食事には、プロングホーン、ヘラジカ、シカ、アライグマ、コヨーテなども含まれていた。食料供給をよりよく管理するために、彼らは肉をベリーや動物の脂肪で保存し、皮で作った容器に保存した。

## 歴史
プラノ文化は、紀元前9000年から紀元前6000年までのパレオ・インディアンまたはアルカイック期に北米の北極圏に存在した。プラノ文化は平原から始まったが、大西洋岸から現在におけるブリティッシュ・コロンビアまで、さらに北はノースウエスト準州まで及んだ。初期のプラノ文化は、サスカチュワン州のノースサスカチュワン川以南、ロッキー山脈の麓からアルバータ州のピース川渓谷、そして隣接するブリティッシュ・コロンビアまで広がっていた。この時代、マニトバ州の大部分はまだ氷河期のアガシー湖とそれに付随する氷河の氷に覆われていた。
バイソンの群れは西部地域の草原や公園地帯に引き寄せられた。紀元前9000年頃、後退する氷河が新たに湖沼地帯を作り出すと、動植物群集の広がりは北と東に拡大し、ツンドラのバーレングラウンドカリブー、北方林と平原のボレアルウッドランドカリブー、そしてマウンテンカリブーがバイソンに代わって主要な捕食動物となった。
グレートプレーンズで見られる10000年前から7000年前までのプラノ文化は以下の通りであり、披針形の尖頭器で区別される：
- アゲート・ベイスン遺跡にちなんで名付けられたアゲート・ベイスン遺跡群[7]。
- ワイオミング州コーディ近郊のホーナー遺跡にちなんで名づけられたコーディ遺跡群。オルセン-チャバック・バイソン・キル遺跡とユルゲンス遺跡を含む[8]。
- ヘル・ギャップ遺跡群。その名の由来となったワイオミング州ヘル・ギャップ遺跡やジョーンズ・ミラー・バイソン・キル遺跡などがある[6]。
- 山麓・山地遺跡群[8]。